# Richard Sargent
Richard Sargent (Moline, Illinois, 1911-España, 1978), también conocido como Dick Sargent, fue un artista estadounidense, famoso especialmente por sus ilustraciones para The Saturday Evening Post.

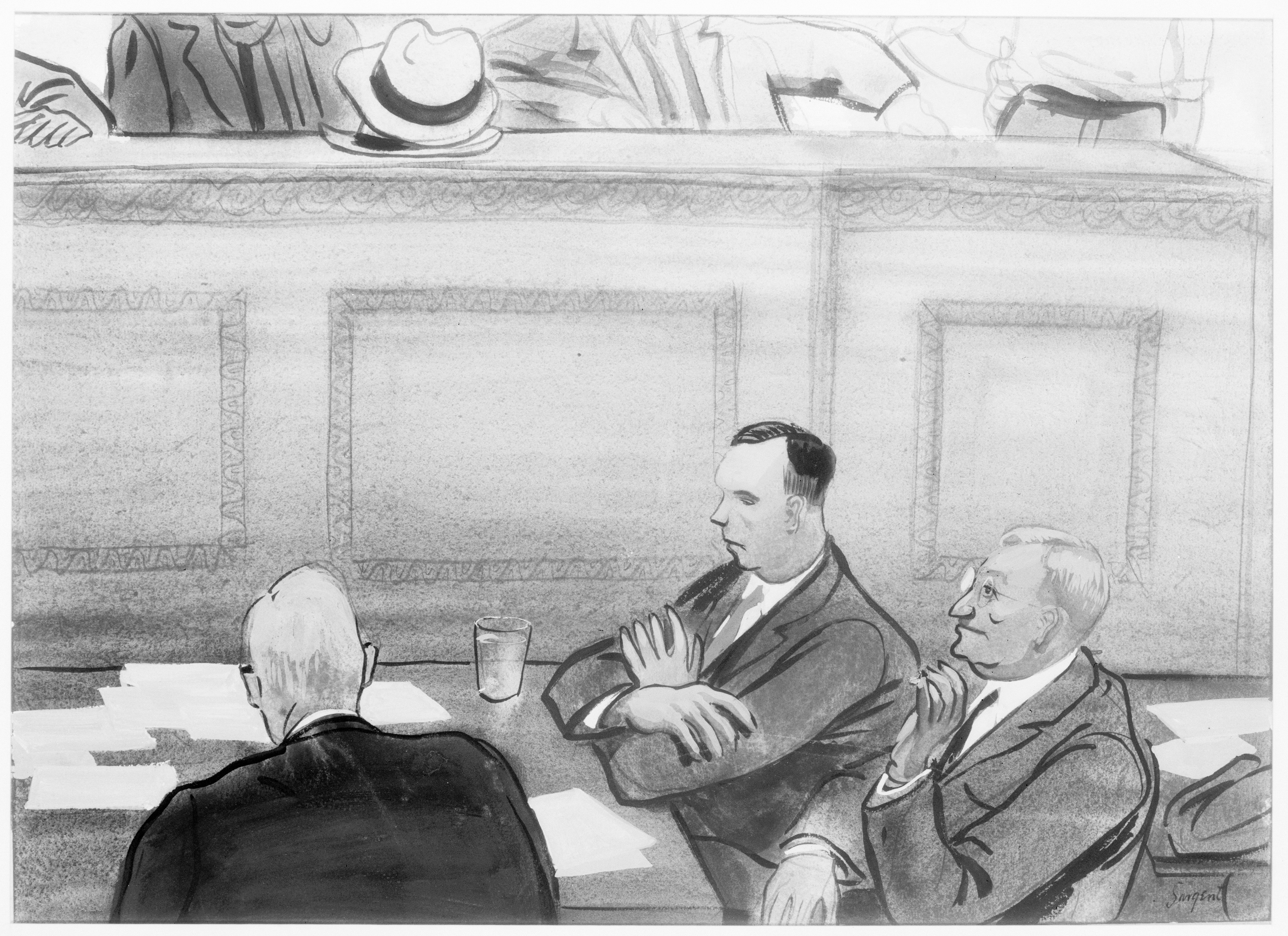
Ilustración de Richard Sargent. Archivo con la firma "Sargent" en la parte inferior derecha

## Biografía
Tras comenzar sus estudios artísticos en su ciudad natal, se trasladó a Washington D. C. para completarlos en la Escuela de Arte Corcoran y en la Phillips Memorial Gallery. Desarrolló una gran carrera como ilustrador de revistas. Entre 1951 y 1962 realizó 47 portadas para The Saturday Evening Post en las que retrató con amable ironía escenas de la vida cotidiana norteamericana. Sus ilustraciones también aparecieron en otras importantes publicaciones, como Fortune, Women's Day o Photoplay, entre otras muchas. A menudo, utilizó como modelos a miembros de su propia familia, como su mujer Helen y su hijo Anthony.
Fue un gran viajero. Pasó los últimos años quince años de su vida en Andalucía. Murió en España en 1979.
El actor Richard Stanford Cox tomó como nombre artístico Dick Sargent en homenaje al artista.